# Колонда, Георгий Емельянович
Гео́ргий Емелья́нович Колонда́ (2 мая 1923, с. Голохово, совр. Алтайский край — 24 августа 1993, Новосибирск) — советский и российский организатор электронной промышленности, кандидат экономических наук (1971), директор новосибирского завода «Экран» (1959—1987).

## Биография
Родился в селе Голохово на территории современного Завьяловского района Алтайского края. Из крестьянской семьи. В 1938 году окончил Новосибирский авиационный техникум.
С 1941 года работал на Новосибирском авиационном заводе; до 1959 года занимал должности контрольного мастера, начальника смены, потока, заместителя начальника и начальника цеха, начальника отдела снабжения, председателя завкома и секретаря парткома.
В 1950-х и 1960-х годах окончил ещё два учебных заведения: НГПИ (1957) и Всесоюзный заочный финансово-экономический институт (1963).
С 1959 по 1987 год руководил заводом «Экран». Под его управлением предприятие начало выпускать новые электровакуумные приборы-кинескопы, электронно-оптические преобразователи, фотоэлектронные умножители. При нём было введено 170 000 м² производственной территории, построено 26 000 м² жилья (в т. ч. общежитие на 700 человек), проведено 18 км городского водопровода (мощность — 300 000 м³ в сутки).
На протяжении 18 лет работал депутатом Новосибирского горсовета. В поздний период жизни трудился доцентом Новосибирского института народного хозяйства.
Похоронен на Заельцовское кладбище (квартал 37).

## Награды
Ордена Ленина, Трудового Красного Знамени, Дружбы народов и «Знак Почёта», восемь медалей, нагрудные знаки.

## Память
Имя Георгия Колонды носит одна из улиц Заельцовского района Новосибирска.